# Hansel e Gretel (film 1990)
Hansel e Gretel è un film televisivo del 1990 diretto da Giovanni Simonelli.

## Trama
Lo svolgimento è completamente diverso dalla classica fiaba dei fratelli Grimm: Hansel e Gretel, mentre tornano a casa dall'oratorio, vengono adescati, rapiti e portati in una clinica illegale per il prelievo degli organi e infine uccisi. I malviventi non restano però impuniti, poiché gli spiriti dei due bambini tornano a vendicarsi.

## Produzione
Questo film televisivo fu prodotto in origine per la serie I maestri del brivido di Reteitalia. Come gli altri film del ciclo, non fu mai mandato in onda a causa della violenza considerata eccessiva. Fu trasmesso da reti locali nel 1991 e distribuito in videocassetta l'anno seguente, all'interno del ciclo Lucio Fulci presenta.